# Котрикадзе, Екатерина Бесикиевна
Екатери́на Бесики́евна Котрика́дзе (груз. ეკატერინე კოტრიკაძე; род. 23 марта 1984, Тбилиси) — грузинская и российская журналистка и медиаменеджер. Руководительница информационной службы и ведущая телеканала «Дождь» с сентября 2020 года. Руководительница информационной службы телеканала RTVi (2012 — август 2020).

## Биография

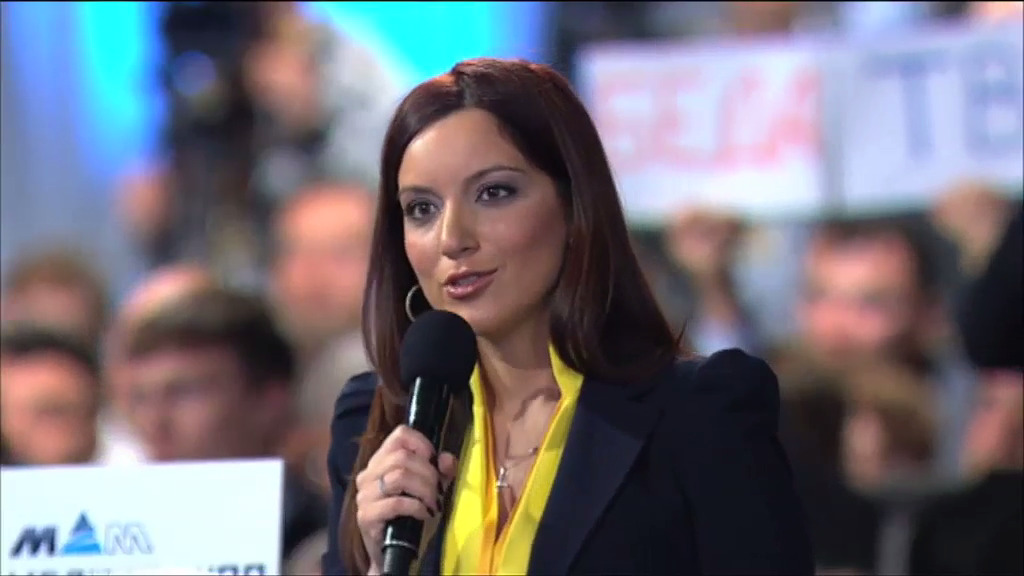
Екатерина Котрикадзе на пресс-конференции Владимира Путина, 2013

Последствия теракта утром 9 сентября 1999 года по улице Гурьянова, дом 19, Москва. Кадр НТВ

Родилась в Тбилиси, где окончила среднюю школу. Высшее образование получила на факультете журналистики МГУ им. Ломоносова, окончив его с отличием в 2005 году.
Мать погибла при взрыве дома № 19 на улице Гурьянова в Москве в 1999 году, их квартира находилась над центром взрыва, тело не обнаружено.
Первое место работы — программа «Опасная зона» на телеканале ТВЦ (2003—2005). В 2006 году вернулась в Грузию. Первым местом работы в Грузии стал телеканал «Алания», где Котрикадзе начала с позиции рядового репортера, проработав три года. Одновременно, в 2008 году начала сотрудничество на канале RTVi в качестве собственного корреспондента по Грузии, через год к этой позиции добавилась работа на российскую радиостанцию «Эхо Москвы».
В октябре 2009 года вошла в число учредителей создаваемого в Грузии нового русскоязычного телеканала Первый информационный кавказский и возглавила информационную службу, в 2011 году заняла должность генерального директора, в 2012 году — главного редактора информационной службы.
В 2012 году после закрытия канала «ПИК» приняла приглашение RTVi занять пост главы информационной службы и формировать редакционную политику канала. В 2016 году, после прихода на канал Алексея Пивоварова в качестве генерального продюсера и главного редактора, была назначена заместителем главного редактора.
В феврале 2018 года обвинила депутата Государственной думы от ЛДПР Леонида Слуцкого в сексуальных домогательствах.
В июне 2020 года ушла в декретный отпуск, а позже покинула RTVi.
С сентября 2020 года — руководитель информационной службы и ведущая телеканала «Дождь».
После российского вторжения на территорию Украины, сайт телеканала был заблокирован в России, а в сторону Екатерины посыпались угрозы. 2 марта 2022 года Екатерина вместе с супругом Тихоном Дзядко уехала из России и вернулась в Тбилиси.
С 22 марта 2022 года вместе с супругом начала вести прямые трансляции на YouTube-канале «Котрикадзе Дзядко». Канал набрал более 100 тыс. подписчиков за 5 дней. После возобновления вещания канала из Риги в июле 2022 года вновь стала работать в эфире «Дождя».
28 октября 2022 года Минюст России внёс Котрикадзе в список физических лиц — «иностранных агентов».

## Личная жизнь
Первый муж — Егор Куроптев.
Второй муж — Алексей Зюнькин, медиаменеджер. От этого брака сын Давид.
Третий муж — журналист Тихон Дзядко. 20 июля 2020 года у пары родился сын Михаил .

## Награды
- В сентябре 2021 года получила ежемесячную журналистскую премию «Редколлегия» за репортаж «Верните эту память»[вд][23].